# Josef Ignaz Julius Maria Schmutzer

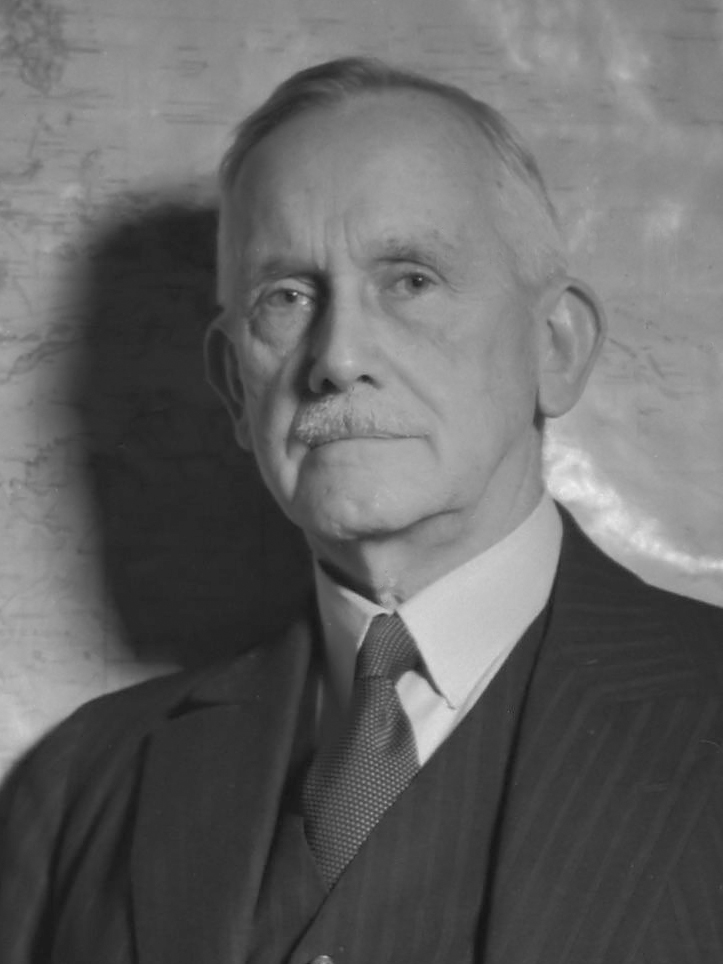
Josef Ignaz Julius Maria Schmutzer (1945)

Josef Ignaz Julius Maria Schmutzer (* 11. November 1882 in Wien; † 26. September 1946 in Utrecht) war ein niederländischer Mineraloge, Geologe, Zuckerindustrieller, Kunstsammler und Politiker.

## Leben
Josef Schmutzer wurde in Wien geboren, wo seine Eltern auf Urlaub waren. Sein Vater war naturalisierter Niederländer und Besitzer einer Zuckerfabrik auf Java (Gondang Lipuro bei Bantul). Er studierte nach dem Besuch der höheren Bürgerschule in Surabaya ab 1898 in Delft und 1902/03 an der École Nationale Supérieure des Mines de Paris und erhielt 1904 sein Diplom als Bergbauingenieur in Delft. Er war Assistent von Arthur Wichmann in Utrecht und wurde 1910 in Delft cum laude promoviert (Bijdrage tot de kennis der postcenomane hypoabyssische en effussieve gesteenten van het Westelijk Müllergebergte in Centraal-Borneo). 1911/12 war er Privatdozent für Mineralogie in Utrecht.
1912 bereiste Josef Schmutzer Indien und übernahm anschließend mit seinem Bruder Jules die väterliche Zuckerfabrik in Java. Dabei zeigte er für die damalige Zeit ungewöhnlich viel soziales Engagement für die einheimische Landbevölkerung. Er war engagierter Katholik und sammelte Kunst aus Java, wobei er auch zeitgenössische Künstler förderte, insbesondere beim Aufgreifen christlicher europäischer Motive. 1924 finanzierte er mit seinem Bruder den Bau der Heilige Hart Kerk (Gereja Hati Kudus Tuhan Yesus) in Ganjuran bei Bantul. Von 1918 bis 1929 war im Volksraad von Niederländisch-Indien als Mitglied der Indischen Katholischen Partei, die er mit gründete.
Ab 1930 war er Professor für Mineralogie an der Universität Utrecht. Wegen seiner politischen Haltung war er ab 1940 von den deutschen Besatzern inhaftiert und unter anderem in Buchenwald und Sachsenhausen, bevor er wieder in die Niederlande überstellt wurde, und zwar in das Kamp Sint-Michielsgestel, das für prominente Geiseln im beschlagnahmten Internat des katholischen Gymnasiums Beekvliet in Ruwenberg bei Sint-Michielsgestel eingerichtet worden war. Es gelang ihm, von dort zu fliehen. Von Februar bis Juni 1945 war er im letzten Kriegskabinett Minister für überseeische Gebiete. 1945 nahm er seine Professur wieder auf, starb aber bald darauf.
Außer über Petrographie und Mineralogie veröffentlichte er über indonesische religiöse Kunst und über Sozialpolitik.
Er war Offizier des Ordens von Oranje-Nassau und des Niederländischen Löwen (1946). Seine Kunstsammlung befindet sich heute im Missionsmuseum Steyl.

## Schriften (Auswahl)
- Europeanisme of katholicisme. 1929
- Wereldbeeld en wetenschap. 1930